# معصوم (فیلم)
معصوم فیلمی به کارگردانی داوود توحیدپرست و نویسندگی جمشید بهمنی ساختهٔ سال ۱۳۷۷ است.

## خلاصه داستان
فرید معصومی در پی عزیمت خود به جبههٔ جنگ ایران و عراق، شیمیایی شده و به اسارت عراق در می‌آید. پروانه همسر فرید به‌دنبال سال‌ها انتظار و بی‌خبری از وضعیت فرید و به گمان کشته شدن او تصمیم به ازدواج می‌گیرد. فرید پس از آزادی به سراغ پروانه رفته و پروانه با دیدن فرید دچار سکتهٔ قلبی می‌شود. فرید نیز در پی شنیدن خبر بیماری پروانه و همچنین برخورد با اشکان (نامزد پروانه) دچار سکتهٔ مغزی شده و می‌میرد. با پیوند قلب فرید به پروانه او سلامتی مجدد خود را به‌دست می‌آورد. اما موضوع مرگ فرید از طرف خانواده پنهان می‌ماند. پروانه که به‌طور اتفاقی در جریان مرگ فرید قرار می‌گیرد خانواده را به نشان اعتراض ترک کرده و به منزل یکی از اقوام در شمال کشور می‌رود. سرانجام او به‌دنبال تغییرات روانی و تأثیرات معنوی که از مرگ فرید گرفته است به تهران بازگشته و با اشکان ازدواج می‌کند.

## بازیگران
- ابوالفضل پورعرب
- نگار فروزنده
- فرهاد جم
- محبوبه بیات
- علی‌اکبر طوفان‌پناه
- رسول توکلی
- حسین پیرهادی
- ابوالقاسم محمدطاهر
- مهین امیرفضلیان
- پرویز شفیع‌زاده
- رحمان مقدم
- رضا منوچهری
- علیرضا نائینی
- بابک حبیبی‌فر
- علیرضا کریمی
- سعیده عرب
- ستاره بهاردار
- علیرضا خوشکام
- مژگان نورمند
- پروانه بیگدلی
- مریم محمدی خال سرایی
- علیرضا آهنگری
- بابک نوری
- امیرحسین گرایلی
- رضا فرشچی
- آرش آقائی